# Puiseux-en-France
Puiseux-en-France és un municipi francès, situat al departament de Val-d'Oise i a la regió de Illa de França. L'any 2007 tenia 3.444 habitants.
Forma part del cantó de Fosses, del districte de Sarcelles i de la Comunitat d'aglomeració Roissy Pays de France.

## Demografia

### Població
El 2007 la població de fet de Puiseux-en-France era de 3.444 persones. Hi havia 1.217 famílies, de les quals 204 eren unipersonals (96 homes vivint sols i 108 dones vivint soles), 346 parelles sense fills, 569 parelles amb fills i 98 famílies monoparentals amb fills.
La població ha evolucionat segons el següent gràfic:
Habitants censats

### Habitatges
El 2007 hi havia 1.255 habitatges, 1.230 eren l'habitatge principal de la família, 4 eren segones residències i 20 estaven desocupats. 1.167 eren cases i 84 eren apartaments. Dels 1.230 habitatges principals, 1.110 estaven ocupats pels seus propietaris, 93 estaven llogats i ocupats pels llogaters i 27 estaven cedits a títol gratuït; 11 tenien una cambra, 65 en tenien dues, 122 en tenien tres, 396 en tenien quatre i 636 en tenien cinc o més. 1.115 habitatges disposaven pel capbaix d'una plaça de pàrquing. A 632 habitatges hi havia un automòbil i a 517 n'hi havia dos o més.

### Piràmide de població
La piràmide de població per edats i sexe el 2009 era:
| Homes | Edats   | Dones |
| ----- | ------- | ----- |
| 0     | 95 o +  | 0     |
| 0     | 90 a 94 | 4     |
| 0     | 85 a 89 | 8     |
| 4     | 80 a 84 | 16    |
| 16    | 75 a 79 | 36    |
| 40    | 70 a 74 | 28    |
| 44    | 65 a 69 | 64    |
| 84    | 60 a 64 | 80    |
| 104   | 55 a 59 | 84    |
| 148   | 50 a 54 | 172   |
| 128   | 45 a 49 | 148   |
| 112   | 40 a 44 | 100   |
| 100   | 35 a 39 | 96    |
| 76    | 30 a 34 | 116   |
| 104   | 25 a 29 | 92    |
| 116   | 20 a 24 | 100   |
| 100   | 15 a 19 | 108   |
| 116   | 10 a 14 | 92    |
| 92    | 5 a 9   | 68    |
| 60    | 0 a 4   | 36    |

## Economia
El 2007 la població en edat de treballar era de 2.350 persones, 1.821 eren actives i 529 eren inactives. De les 1.821 persones actives 1.674 estaven ocupades (868 homes i 806 dones) i 147 estaven aturades (76 homes i 71 dones). De les 529 persones inactives 187 estaven jubilades, 205 estaven estudiant i 137 estaven classificades com a «altres inactius».

### Ingressos
El 2009 a Puiseux-en-France hi havia 1.188 unitats fiscals que integraven 3.411,5 persones, la mediana anual d'ingressos fiscals per persona era de 23.141 €.

### Activitats econòmiques
Dels 81 establiments que hi havia el 2007, 1 era d'una empresa extractiva, 1 d'una empresa alimentària, 1 d'una empresa de fabricació d'altres productes industrials, 15 d'empreses de construcció, 17 d'empreses de comerç i reparació d'automòbils, 13 d'empreses de transport, 1 d'una empresa d'hostatgeria i restauració, 4 d'empreses d'informació i comunicació, 1 d'una empresa financera, 2 d'empreses immobiliàries, 11 d'empreses de serveis, 8 d'entitats de l'administració pública i 6 d'empreses classificades com a «altres activitats de serveis».
Dels 22 establiments de servei als particulars que hi havia el 2009, 3 eren tallers de reparació d'automòbils i de material agrícola, 2 paletes, 2 guixaires pintors, 3 fusteries, 2 lampisteries, 2 electricistes, 2 empreses de construcció, 3 perruqueries, 1 restaurant i 2 salons de bellesa.
Dels 4 establiments comercials que hi havia el 2009, 1 era un hipermercat, 1 una botiga de menys de 120 m², 1 una peixateria i 1 una botiga de material de revestiment de parets i terra.
L'any 2000 a Puiseux-en-France hi havia 3 explotacions agrícoles que ocupaven un total de 618 hectàrees.

## Equipaments sanitaris i escolars
L'únic equipament sanitari que hi havia el 2009 era una farmàcia.
El 2009 hi havia 1 escola maternal i 3 escoles elementals.

## Poblacions més properes
El següent diagrama mostra les poblacions més properes.